# Discovery+
Discovery+ est une plateforme de vidéo à la demande par abonnement (SVOD) qui est détenue par Warner Bros. Discovery (anciennement Discovery Inc.). Le service se focalise sur la programmation de type factuelle (documentaire, docu-séries).
Discovery+ est devenu un service sœur de HBO Max de WarnerMedia à la suite de leur fusion en avril 2022. Les deux services devaient fusionner au printemps 2023 mais il a été décidé de les conserver conjointement car Discovery+ était encore profitable. Le service est cependant fusionné avec Max dans la majorité des marchés internationaux où ce dernier a été lancé qui absorbe son contenu à partir de 2024.

## Histoire
En mars 2020, Discovery a lancé pour la première fois en Inde, et comprenait du contenu de différentes marques de groupe Discovery. Inc (comme Discovery Channel, Science, Investigation Discovery, HGTV ou encore TLC). En septembre de la même année, Discovery annonce son intention spécifique, de lancer une version internationale de Discovery+ dès le début de l'année 2021.
En octobre 2020, il a été annoncé que Dplay serait renommé en Discovery+ au Royaume-Uni et en Irlande dans les mois qui se poursuivent.
Le 4 janvier 2021, Discovery+ a été officiellement lancé aux États-Unis, et cette dernière propose deux abonnements distincts, le premier avec la publicité (qui est évalué à 4,99 $), et le deuxième sans la publicité qui coûte quant à lui (6,99 $). Le 5 janvier Discovery a été lancé dans huit pays européens en y remplaçant Dplay. En Pologne, Discovery+ est disponible sur la plateforme Player.pl de TVN.
Lors d'une conférence téléphonique sur les résultats du 3 novembre 2021, JB Perrette, président-directeur général de Discovery Streaming and International, a évoqué les options possibles pour le service à la suite de la scission et de la fusion alors proposées de WarnerMedia et de Discovery pour former Warner Bros. Discovery. Ces options comprenaient un regroupement et/ou une fusion éventuelle de Discovery+ avec le service de diffusion en continu HBO Max de WarnerMedia, et l'offre d'un tel service fusionné sur les marchés où Discovery+ n'a pas encore été lancé, tels que d'autres parties de la région Asie-Pacifique. Le 14 mars 2022, après l'approbation de la fusion par les actionnaires de Discovery, le directeur financier Gunnar Wiedenfels a déclaré que la société fusionnée prévoyait de poursuivre l'objectif à long terme d'une fusion de HBO Max avec Discovery+, en suivant le processus proposé précédemment par Perrette. À la suite de la fusion, certains programmes de la bibliothèque Discovery ont commencé à apparaître sur HBO Max.
Il est annoncé en août 2022 que Discovery+ devrait fusionner avec HBO Max (qui est plus focalisé sur du contenu scénarisé, à plus gros budget) à la mi-2023. Perrette a déclaré que HBO Max et Discovery+ avaient des portées complémentaires ciblant respectivement le « visionnage de rendez-vous » et le « visionnage de confort », et a donc décrit le service unifié comme étant « une combinaison sans précédent sur un marché déjà encombré ». En novembre 2022, il a été annoncé que le nouveau service serait désormais lancé au printemps 2023. Début décembre 2022, CNBC a rapporté de source interne que la plateforme unifiée était en cours de développement sous le nom de code « BEAM » et que plusieurs noms étaient envisagés, dont simplement « Max ».
En février 2023, Zaslav a déclaré lors d'une conférence téléphonique sur les résultats que WBD ne prévoyait plus de fermer Discovery+ en faveur du service fusionné, en raison de sa rentabilité et du faible taux de désabonnement. Il a expliqué que ses clients étaient « très satisfaits de l'offre de produits » et a demandé « Pourquoi nous arrêterions cela ? ». WBD a choisi de continuer à exploiter Discovery+ conjointement avec le nouveau service, dont le prix devait augmenter celui de HBO Max et qui présenterait « la plupart », mais pas la totalité, du contenu de Discovery+. Max a été officiellement dévoilé le 12 avril 2023, pour un lancement aux États-Unis le 23 mai. Contrairement aux plans de WBD de maintenir Discovery+ opérationnel au moins aux États-Unis, Warner Bros. Discovery Asia-Pacific a annoncé en mars 2023 que Discovery+ serait abandonné aux Philippines le 27 avril 2023, en faveur du service local HBO Go ; WBD avait annoncé un lancement de Max en Asie-Pacifique le 19 novembre 2024,,.
À l'été 2024, Max a été lancé dans 25 pays européens, intégrant des contenus d'Eurosport et de Discovery+. Par conséquent, Discovery+ a cessé d'accepter les nouveaux abonnements dans les pays qui proposaient à la fois HBO Max devenant Max et Discovery+, aucun nouveau contenu n'étant ajouté à la plateforme, les utilisateurs existants étant redirigés vers Max.
Discovery+ a fermé définitivement en Espagne, au Danemark, en Finlande et aux Pays-Bas le 9 décembre 2024, et cessera ses activités au Brésil le 31 janvier 2025, et en Turquie au printemps 2025.
Discovery+ continuera d'être réduit dans les marchés Max européens, y compris au Royaume-Uni où Max sera lancé au début de 2026.

## Programmation

### Programmation Originale
La programmation originale qui est diffusée par Discovery qui inclut des séries dérivées, comprend des retombées de programmes des réseaux factuels de la Warner Bros. Discovery.

### Bibliothèque de contenu
La bibliothèque de Discovery+ est principalement composée et tirée de la programmation originale des marques de chaînes factuelles issues de Discovery Inc. (telle que Discovery Channel, TLC, HGTV, Food Network, Travel Channel, Animal Planet).
Le 4 août 2022, WBD a annoncé qu'un hub de contenu CNN proposant une sélection de ses séries et documentaires originaux serait ajouté au service. CNN avait tenté de lancer un service de streaming, CNN+, pendant la période précédant la fusion WarnerMedia / Discovery, mais il a été interrompu par Perrette et le nouveau chef de CNN, Chris Licht, après n'avoir fonctionné que pendant un mois pour être incompatible avec la stratégie OTT de la société fusionnée[réf. nécessaire].

### Plateforme de télévision gratuite (AVOD)
Dans certains pays européens où Discovery opère des chaînes gratuites (Italie, Royaume-Uni, Irlande et Scandinavie), Discovery+ a remplacé Dplay, et est la plateforme de vidéo en ligne pour regarder les chaînes gratuites de Warner Bros. Discovery en direct et à la demande, avec de la publicité, et avec les options d’abonnement SVOD, similairement à TF1+ et M6+ en France.
En Pologne, Discovery+ fait partie de la plateforme Player de TVN.
En Allemagne et en Autriche, Discovery+ propose ses chaînes comme Tele 5 et DMAX dans son service.

### Sports
Dans les territoires européens auquel s'est implanté Discovery+, cette dernière propose des offres de sports via le réseau de chaînes et de contenu Eurosport, en englobant l'ancienne plateforme de streaming Eurosport Player qui avait été racheté en 2015 au Groupe TF1. Discovery+ a absorbé GolfTV (en) en décembre 2022.
En septembre 2023, BT Group et Warner Bros. Discovery ont annoncé que l'application BT Sport et le lecteur web fermeraient le 12 octobre 2023, faisant de Discovery+ le nouveau foyer de streaming de leur joint-venture TNT Sports.
En février 2024, MotorTrend+ a été fermé et son contenu et ses abonnés ont été transférés vers Discovery+.

## Lancement
En octobre 2021, Discovery a annoncé que Discovery+ serait lancé au Canada le 19 octobre. Corus Entertainment (qui est le titulaire canadien de la plupart des marques style de vie de Discovery) est un partenaire marketing du service et a fait la promotion de Discovery+ via ses réseaux de télévision, ses plateformes numériques et radio. Discovery a déclaré que plus d'un millier d'épisodes de programmation seraient disponibles avec des sous-titres en français au lancement,.
Discovery+ est disponible sur Sky Glass, Sky Q et Sky X en Autriche et en Allemagne depuis le 28 juin 2022. Début 2022,  il a été annoncé que le service serait lancé de nouveaux pays un partenariat avec Vodafone dans 12 pays avec un lancement en Roumanie, au Portugal, en Grèce, en République tchèque, en Hongrie et en Islande en novembre 2022,. Toutefois, en 2024, le lancement de Discovery+ dans ces régions n'a pas eu lieu, et il est possible que le lancement ait été annulé parce que HBO Max était déjà disponible dans toutes ces régions, à l'exception de la Grèce et de l'Islande, peu avant la création de Warner Bros. Discovery, et parce que Vodafone avait déjà conclu des accords de distribution pour (HBO) Max et son contenu dans ces régions, y compris en Grèce, où aucun des deux services n'a encore été lancé.
| Date de lancement       | Pays/Territoire | Partenaire de publication |
| ----------------------- | --------------- | ------------------------- |
| 23 mars 2020            | Inde            |                           |
| 10 octobre 2020         | Royaume-Uni     | BT Group,                 |
| 10 octobre 2020         | Irlande         |                           |
| décembre 2020           | Arménie         | MEGOGO                    |
| décembre 2020           | Azerbaïdjan     | MEGOGO                    |
| décembre 2020           | Biélorussie     | MEGOGO                    |
| décembre 2020           | Estonie         | MEGOGO                    |
| décembre 2020           | Géorgie         | MEGOGO                    |
| décembre 2020           | Kazakhstan      | MEGOGO                    |
| décembre 2020           | Kirghizistan    | MEGOGO                    |
| décembre 2020           | Lituanie        | MEGOGO                    |
| décembre 2020           | Moldova         | MEGOGO                    |
| décembre 2020           | Tadjikistan     | MEGOGO                    |
| décembre 2020           | Turkménistan    | MEGOGO                    |
| décembre 2020           | Ukraine         | MEGOGO                    |
| décembre 2020           | Ouzbékistan     | MEGOGO                    |
| 4 janvier 2021          | États-Unis      | Verizon                   |
| 5 janvier 2021          | Danemark        | Ex-Dplay                  |
| 5 janvier 2021          | Finlande        | Ex-Dplay                  |
| 5 janvier 2021          | Pays-Bas        | Ex-Dplay                  |
| 5 janvier 2021          | Italie          | Ex-Dplay                  |
| 5 janvier 2021          | Norvège         | Ex-Dplay                  |
| 5 janvier 2021          | Espagne         | Ex-Dplay                  |
| 5 janvier 2021          | Suède           | Ex-Dplay                  |
| 5 janvier 2021          | Pologne         | player.pl                 |
| janvier 2021            | Bahreïn         | StarzPlay                 |
| janvier 2021            | Koweït          | StarzPlay                 |
| janvier 2021            | Arabie saoudite | StarzPlay                 |
| janvier 2021            | Afrique du Nord | StarzPlay                 |
| 5 mai 2021              | Turquie         | BluTV (tr)                |
| 20 mai 2021             | Estonie         | Go3 MEGOGO                |
| 20 mai 2021             | Lithuanie       | Go3 MEGOGO                |
| 20 mai 2021             | Lettonie        | Go3 MEGOGO                |
| 13 octobre 2021         | Philippines     | Globe                     |
| 19 octobre 2021         | Canada          | Corus Entertainment       |
| 9 novembre 2021,        | Brésil          | Globoplay Claro           |
| 28 juin 2022            | Autriche        | Sky                       |
| 28 juin 2022            | Allemagne       | Sky                       |
| 14 septembre 2022       | Israël          | yes Sting TV              |
| Prévu pour 2022, annulé | Tchéquie        | Vodafone                  |
| Prévu pour 2022, annulé | Grèce           | Vodafone                  |
| Prévu pour 2022, annulé | Hongrie         | Vodafone                  |
| Prévu pour 2022, annulé | Islande         | Vodafone                  |
| Prévu pour 2022, annulé | Portugal        | Vodafone                  |
| Prévu pour 2022, annulé | Roumanie        | Vodafone                  |